# Historia de Barbados

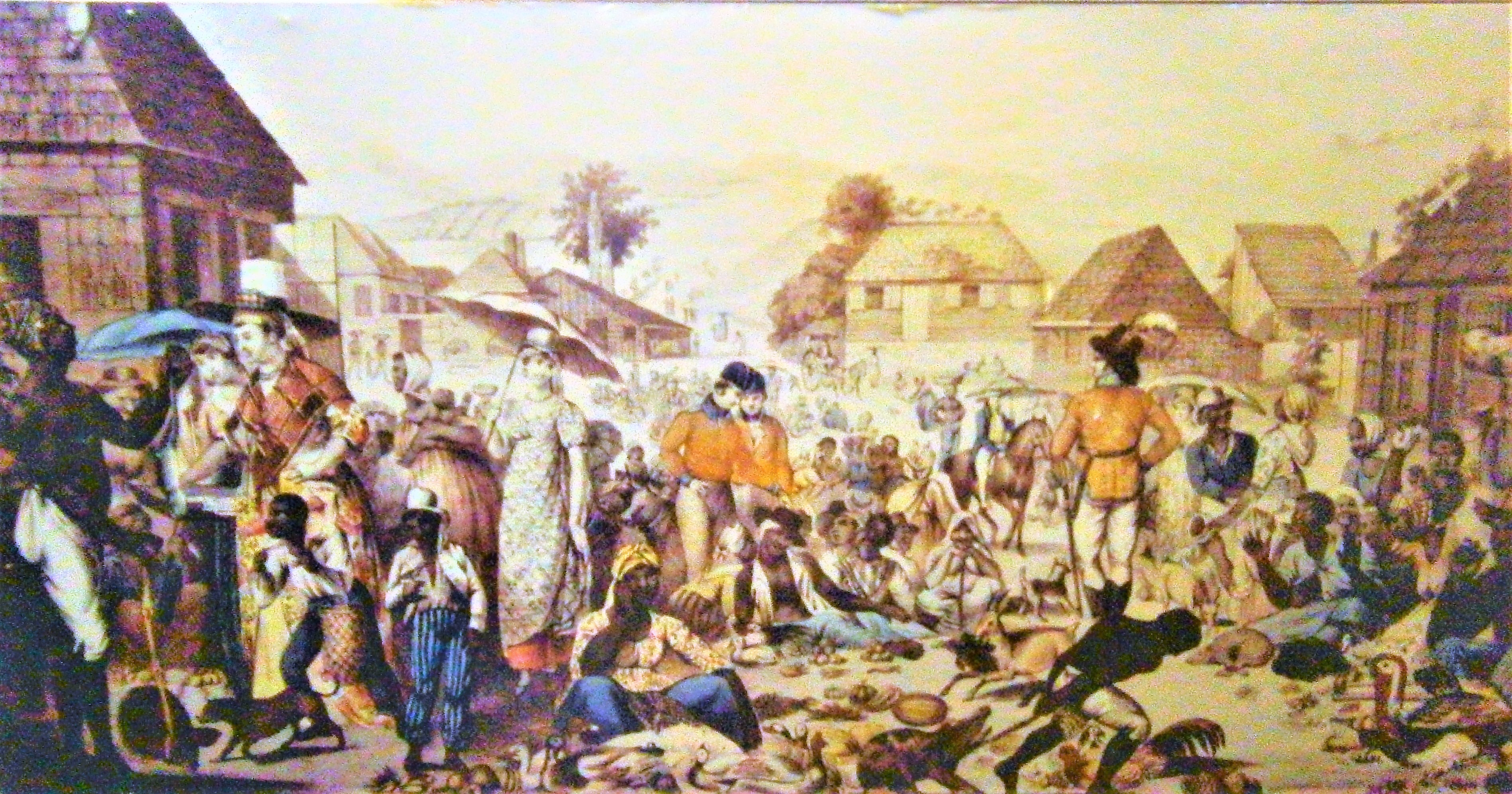
Mercado de los domingos, donde los esclavos eran intercambiados por otros bienes y necesidades (Barbados Museum, Bridgetown).

Algunas evidencias sugieren que Barbados pudo haber sido colonizada en el segundo milenio antes de Cristo, pero esto se limita a fragmentos de azuelas encontradas en asociación con conchas datadas al radiocarbono a 1630 a. C. Plenamente documentados establecimientos amerindios están datados entre los años 350 a 650, por un grupo conocido como saladoid-barrancoid, que llegó del continente sudamericano. Una segunda oleada de migrantes apareció alrededor del año 800. Los españoles refirieron a ellos como arahuacos, y una tercera oleada ocurrió a mediados del siglo XIII, que fueron llamados caribes por los españoles. Este último grupo estuvo más organizado políticamente y logró gobernar a los anteriores. Se presume que su llegada fue desde Venezuela por vía del océano Atlántico, que se produjo en canoa, y se aportan como pruebas los indicios hallados del estilo de vida subsecuente en la isla, este se infiere por unos artefactos dejados y hallados en los asentamientos o estancias de aborígenes. Se extrapola que, como en otras partes en el Caribe del Este, los guayabiskescos arahuacos pudieran haber sido aniquilados por los invasores caribes, quienes se supone habrían abandonado posteriormente la isla alrededor de 1200.

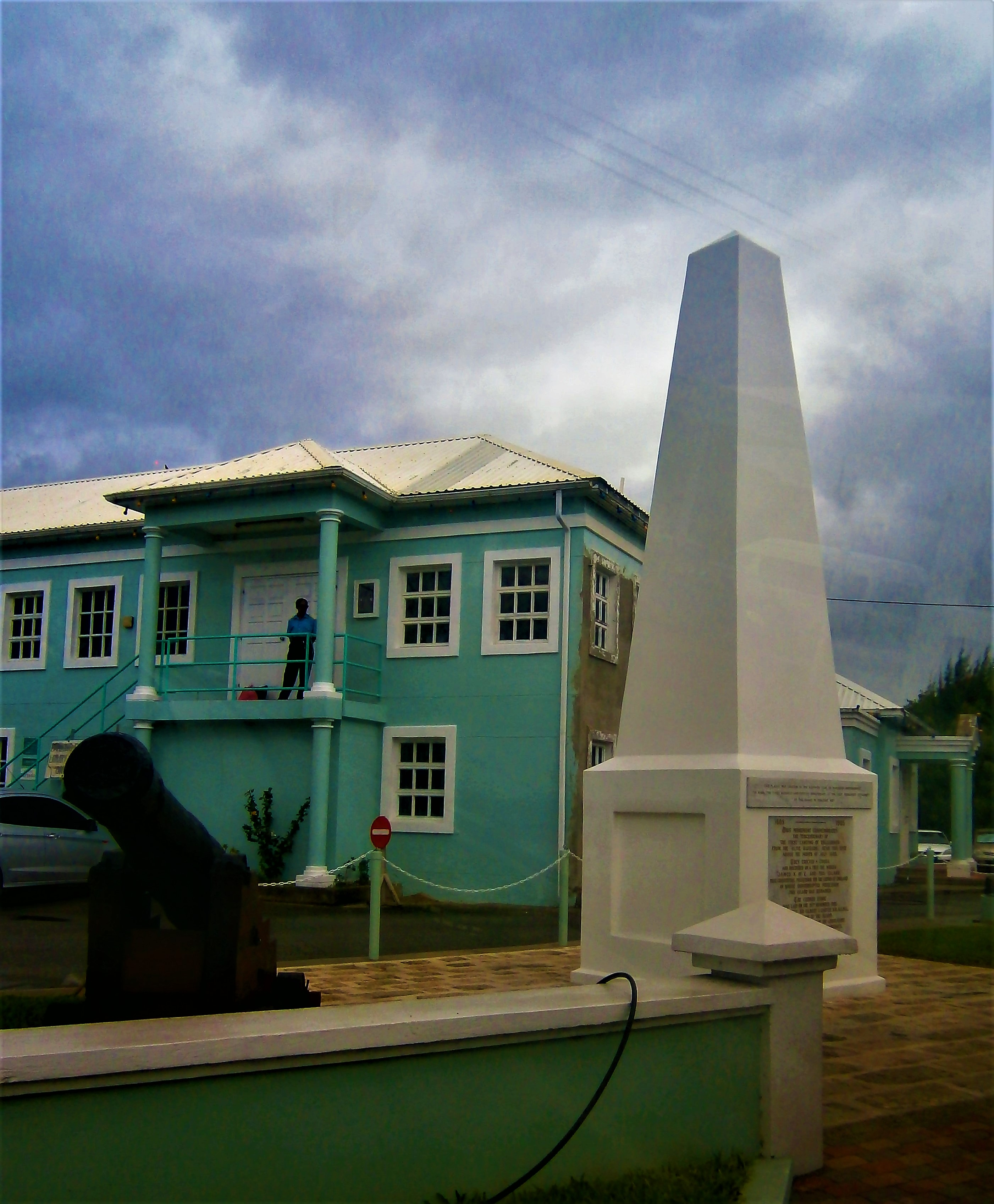
Hito que recuerda el sitio por donde llegaron los ingleses por en 1625 (Holetown, parroquia de Saint James).

## Primeros pobladores (1492-1640)
Los españoles exploraron Barbados en 1492 en el contexto de las primeras expediciones colombinas, pero no se establecieron poblaciones permanentes en la isla debido a las actividades culturales de los indios caribes. Los españoles realizaron frecuentes expediciones en busca de esclavos,(cuando fue España esclavista) lo que llevó a que a principios del siglo XVI la población amerindia declinara masivamente y en 1541 un español escribió que estaba deshabitada. Los indígenas fueron capturados o huyeron a otras islas más montañosas.
Entre 1536 y 1627 la isla fue visitada por portugueses, que la denominaron "Os Barbados" o "O Barbudo", debido al aspecto de las higueras nativas de la isla. Estos, de paso al Brasil, fueron los responsables de la introducción de cerdos encontrados posteriormente en estado salvaje por colonizadores ingleses.
Los primeros británicos que llegaron a Barbados la encontraron deshabitada el 14 de mayo de 1625, y su capitán, John Powell, la reclamó en nombre del rey Jacobo I de Inglaterra. Los primeros colonos desembarcaron el 17 de febrero de 1627, en el área de la actual Holetown (anteriormente Jamestown), un grupo de 90 personas, de las cuales diez eran esclavos africanos, bajo el mando de Powell. 
Hasta la independencia en 1966, Barbados estaba bajo el control británico ininterrumpido. Sin embargo, Barbados siempre disfrutaba de una medida grande de la autonomía local. Su Casa de la Asamblea comenzó a encontrarse en 1639. Entre las figuras británicas importantes iniciales se encontraba sir William Courteen. También, el Capitán Henry Powell, y un grupo de pobladores y esclavos que colocaron en lo que es ahora Holetown, eran influyentes en el desarrollo de los primeros establecimientos británicos en Barbados.

## Crecimiento económico (1640-1957)
La industria del azúcar fue la principal empresa comercial. Barbados fue dividido en grandes plantaciones que sustituyeron a las pequeñas posesiones de los primeros pobladores británicos. La caña de azúcar dominó el crecimiento económico de Barbados, y la producción exportada, no utilizada como forraje de la isla estaba en lo alto de la industria del azúcar hasta 1720. Algunos agricultores desplazados se trasladaron a colonias británicas en Norteamérica, especialmente a Carolina del Sur. Para trabajar las plantaciones, se trajeron esclavos: católicos perseguidos de Irlanda y de pueblos de África. La trata de esclavos cesó unos años antes de la abolición de la esclavitud en todo el Imperio británico en 1834. La Enciclopedia Nuttall de 1907 señala que la población de la isla era de unas 182 000 personas.
La esclavos traídos de África e Irlanda trabajaron para los comerciantes de británicos. Estos comerciantes siguieron dominando políticamente hasta después de la emancipación, debido a que únicamente podían votar quienes tenían los mayores ingresos. Solo el 30 % tenía voz en el proceso democrático, y solo después de los años 30 comenzó un movimiento por los derechos políticos entre los descendientes de esclavos emancipados, que comenzaron a crear sindicatos. Uno de los líderes de este movimiento, sir Grantley Adams, fundó la Liga Progresista de Barbados (ahora Partido Laborista de Barbados) en 1938. La Gran Depresión causó un paro masivo, y la calidad de vida en la isla bajó drásticamente. A pesar de su lealtad a la Corona británica (un rasgo que sería más tarde su perdición), Adams quiso más para la gente, sobre todo para los pobres. 
Finalmente, en 1942, se bajaron los ingresos para poder participar. Esto fue seguido de la introducción del sufragio universal en 1951, siendo Adams elegido primer ministro de Barbados en 1958.

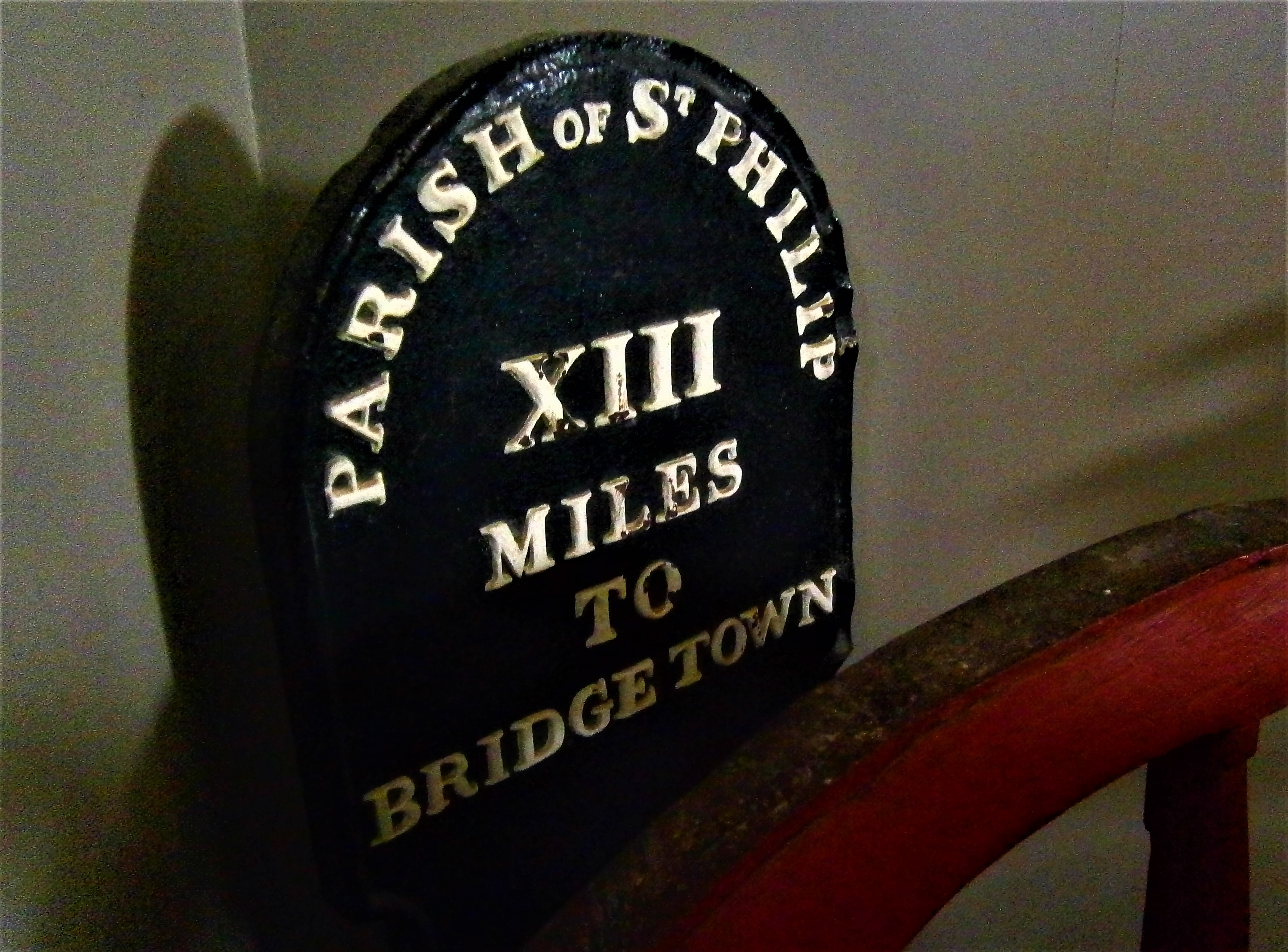
Antiguo mojón de ruta traído de la parroquia de St. Philip, a 13 millas de Bridgetown (Barbados Museum, Bridgetown).

## Federación de las Antillas (1958-1962)
Entre 1958 y 1962, Barbados fue uno de los diez miembros de la Federación de Antillas, una organización condenada al fracaso por varios factores, incluso lo que eran a menudo pequeños prejuicios nacionalistas y limitó el poder legislativo. La posición de Adams como "Primer Ministro" es un nombre poco apropiado, cuando todos los miembros de Federación eran todavía colonias del Reino Unido. Adams, en algún momento un visionario político y ahora ciego a las necesidades de su país, no solo sostuvo su anticuada idea de defender la monarquía, sino también otras tentativas para formar entidades parecidas a una federación, fracasadas después del fallecimiento de aquella unión. Cuando la Federación acabó, Barbados había vuelto a su antiguo estado como una colonia autónoma, pero Adams hizo esfuerzos para formar otra federación entre Barbados y las islas de Sotavento y Barlovento.

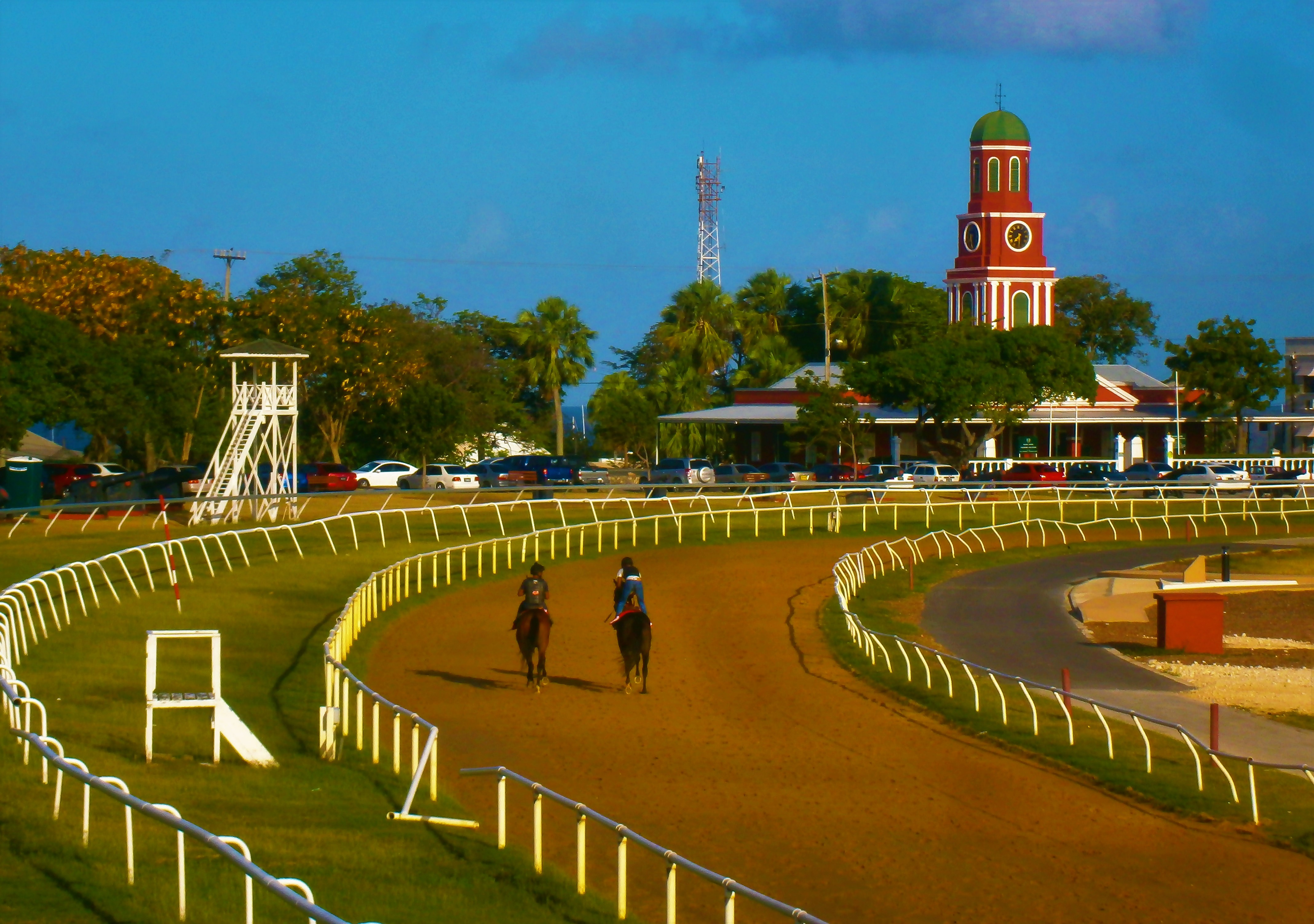
Garrison Savannah, sitio donde se declaró la independencia de Barbados en 1966.

## Independencia del Reino Unido (1962-1966)
Errol Walton Barrow debía sustituir a Grantley Adams como el abogado de la gente y era él que conduciría finalmente la isla a la independencia. Barrow, un reformador ferviente y una vez un miembro del BLP, había abandonado el partido para formar su propio Partido Laborista Democrático, como alternativa liberal al gobierno BLP conservador bajo Adams. Sigue siendo un héroe nacional para su trabajo en la reforma social, incluso la institución de la educación libre para todo los barbadianos. En 1961, Errol Barrow Adams fue elegido Premier, mientras el DLP tomó el control del gobierno. 
Gracias a varios años de autonomía creciente, Barbados era capaz de negociar con éxito su propia independencia en una conferencia constitucional con el Reino Unido en junio de 1966. Después de años del progreso pacífico y democrático, Barbados finalmente se convirtió en un estado independiente dentro de la Comunidad Británica de Naciones el 30 de noviembre de 1966, con Errol Barrow como su primer primer ministro.